# Sołomon Pasi
Sołomon Isak Pasi, bułg. Соломон Исак Паси (ur. 22 grudnia 1956 w Płowdiwie) – bułgarski matematyk, działacz ekologiczny i polityk żydowskiego pochodzenia, parlamentarzysta, w latach 2001–2005 minister spraw zagranicznych w rządzie Symeona Sakskoburggotskiego.

## Życiorys
Jest synem filozofa Isaka Pasiego. W 1979 ukończył matematykę na Uniwersytecie Sofijskim im. św. Klemensa z Ochrydy. Kształcił się później w zakresie matematyki i logiki w Tuluzie. Od 1980 zatrudniony na macierzystej uczelni, w latach 1984–1994 był pracownikiem Bułgarskiej Akademii Nauk. W 1985 doktoryzował się w zakresie nauk matematycznych.
Pod koniec lat 80. zaangażował się w działalność opozycyjną, początkowo w organizacji polityczno-ekologicznej Ekogłasnost. W 1989 współtworzył Partię Zielonych. Od 1990 do 1991 był członkiem władz Związku Sił Demokratycznych. W tym samym czasie sprawował mandat posła do konstytuanty, która uchwaliła Konstytucję Bułgarii. W 1994 wycofał się z działalności w Partii Zielonych. Był zwolennikiem wystąpienia Bułgarii z Układu Warszawskiego i zbliżenia z NATO. W latach 90. kierował Klubem Atlantyckim w Bułgarii, a od 1996 pełnił funkcję wiceprezesa Atlantic Treaty Association.
Do aktywnej działalności politycznej powrócił w 2001, kiedy to został wybrany na posła 39. kadencji Zgromadzenia Narodowego z listy Narodowego Ruchu Symeona Drugiego. W lipcu tegoż roku otrzymał nominację na ministra spraw zagranicznych w gabinecie kierowanym przez Symeona II. Urząd ten sprawował do sierpnia 2005, w tym czasie Bułgaria uzyskała członkostwo w strukturach NATO. W 2004 sprawował funkcję przewodniczącego OBWE. W latach 2005–2009 wykonywał mandat deputowanego 40. kadencji. Był wiceprzewodniczącym Narodowego Ruchu na rzecz Stabilności i Postępu i przewodniczącym parlamentarnej komisji spraw zagranicznych. W 2007 został specjalnym doradcą macedońskiego rządu ds. integracji z NATO. W 2009 był kandydatem bułgarskiego rządu na sekretarza generalnego NATO. Po odejściu z parlamentu zajął się m.in. działalnością komentatorską i doradczą.
W 2009 zawarł związek małżeński z polityk Gerganą Grynczarową.